# Saale
|  | Per a altres significats, vegeu «Halle (Saxònia-Anhalt)». |

El Saale és un riu d'Europa Central que neix prop de Zell, passa per les ciutats alemanyes de Hof, Saalfeld, Rudolstadt, Jena, Naumburg, Weißenfels, Merseburg, Halle i desemboca a l'Elba prop de Barby. Té una llargada de 413 km. i es considera el centre geogràfic de l'actual Alemanya.
El seu origen es troba a les Großer Waldstein, part de la serralada Waldstein, prop de Zell, a les muntanyes Fichtel a l'Alta Francònia (Baviera), a una altitud de 728 metres. Segueix un curs sinuós en direcció nord i, després de passar la ciutat manufacturera de Hof, entra a Turíngia.

## Etimologia
El nom Saale prové de l'arrel protoindoeuropea *séles 'pantà', semblant al gal·lès hêl, heledd 'prat del riu', heyl de còrnic 'estuari', grec hélos 'pantà, prat', sàras 'llac, estany' en sànscrit. , Sárasvati 'riu sagrat',en persa antic Harauvati 'riu Hārūt; Arachosia', Avèstic Haraxvatī, idem. També pot estar relacionat amb l'arrel indoeuropea *sal, "sal".

## Galeria

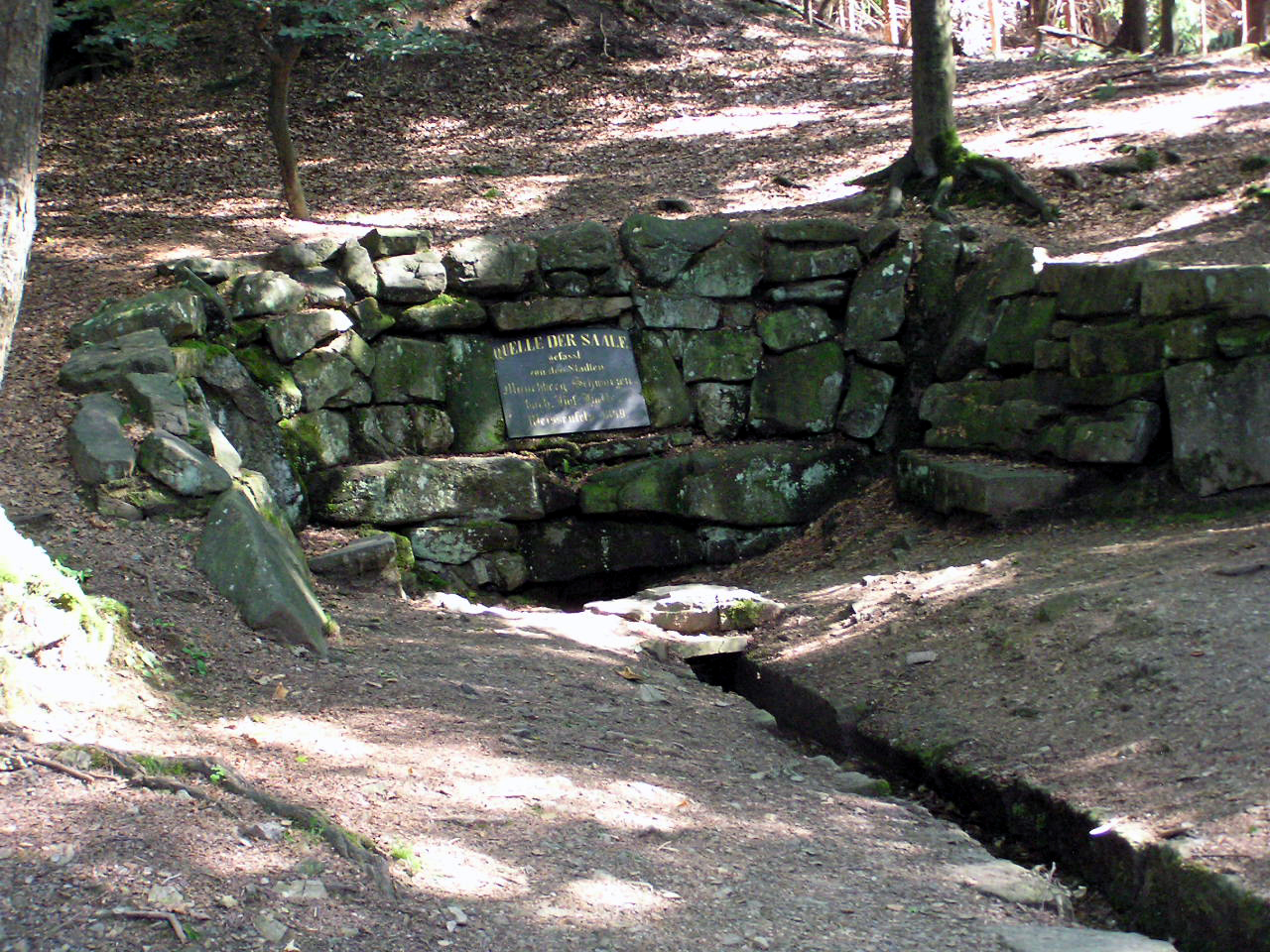
La font des de Zell, Baviera.
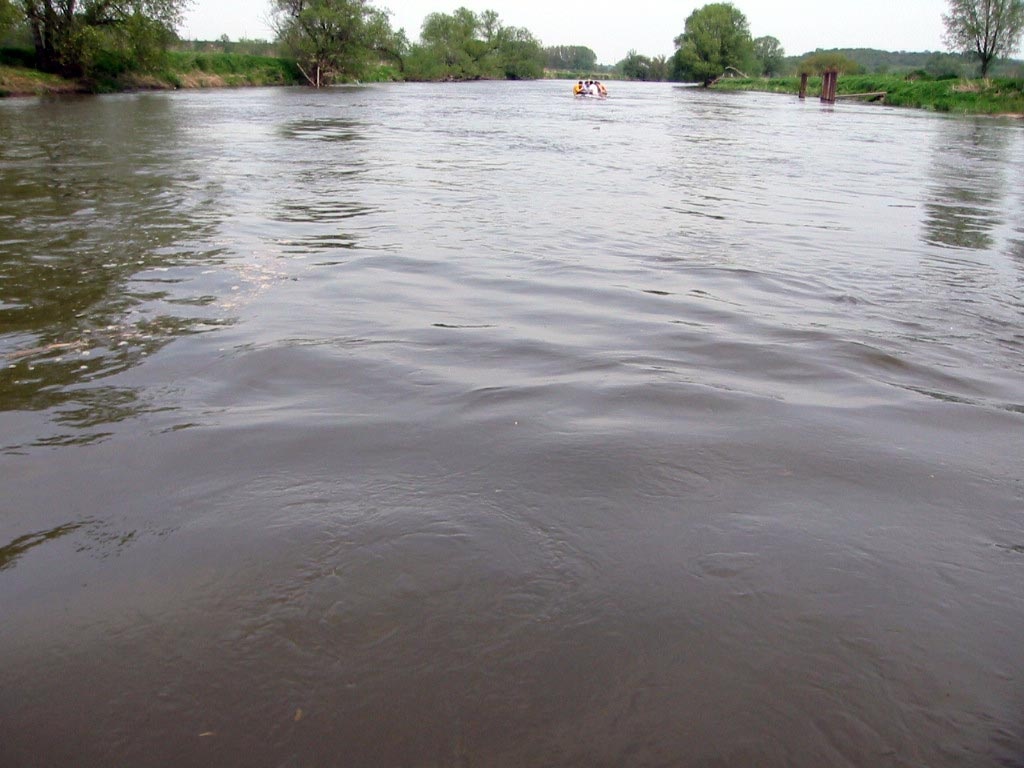
El riu Saale des de Leissling, prop de Weissenfels (Alemanya).